# Simon Bahne Backmann
Simon Bahne Backmann (født 27. april 1993) er en dansk amatør fodboldspiller, der spiller for Ringsted IF.

## Klubkarriere

### HB Køge
Backmann skiftede som 15-årig til FC Midtjylland, hvor han gik på akademiet, men vendte efter et år tilbage HB Køge.
I oktober 2010 fik angriberen sin debut på HB Køges bedste mandskab, da han få minutter før tid blev skiftet ind i en kamp mod Skive i 1. division
Siden løb Simon Bahne Backmann ind i en række skader, men han vendte stærkt tilbage og i foråret 2012 blev han noteret for to Superligakampe, selvom han aldersmæssigt stadig var U/19-spiller. Sommeren samme år blev Backmann rykket op som en permanent del af HB Køges førsteholdstrup. Han var i første omgang med i truppen som amatør.
Backmann var tredjevalget på angrebsposten for HB Køge, og spillede i alt 8 kampe for HB Køge som senior.

### Rishøj Boldklub
Den 26. februar 2013 skiftede Backmann til Rishøj Boldklub.

## Landshold
I foråret 2010 debuterede angriberen på det danske U/17-landshold under en turnering i Spanien.